# Ladislav Juhász (fotbalista)
Ladislav Juhász [ladislau juhás] (* 2. května 1953) je bývalý slovenský fotbalista (útočník a obránce).

## Fotbalová kariéra
V československé lize hrál za VSS Košice a Inter Bratislava. Dal 2 ligové góly. Ve druhé lize hrál za Slavoj Poľnohospodár Trebišov.

## Ligová bilance
| Ročník                                      | Zápasy | Góly | Klub                          |
| ------------------------------------------- | ------ | ---- | ----------------------------- |
| 1. československá fotbalová liga 1976/77    | 23     | 1    | VSS Košice                    |
| 1. československá fotbalová liga 1978/79    | 10     | 1    | ZŤS Košice                    |
| 1. slovenská národní fotbalová liga 1981/82 | 27     | 0    | Slavoj Poľnohospodár Trebišov |
| 1. slovenská národní fotbalová liga 1982/83 | 30     | 1    | Slavoj Poľnohospodár Trebišov |
| 1. slovenská národní fotbalová liga 1983/84 | 14     | 0    | Slavoj Poľnohospodár Trebišov |
| CELKEM                                      | -      | 2    |                               |